# 石瑛

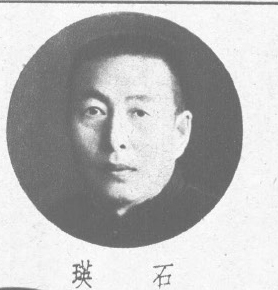

石瑛（1879年—1943年12月4日），字蘅青，中国湖北省阳新县燕厦（今通山县新庄坪）人。民国政坛“湖北三怪”之一。冯自由誉其为“民国以来第一清官”。曾任国立武昌大学（今武汉大学前身）校长、国立武汉大学工学院院长、湖北省建设厅长、南京市长、中華民國第4任銓敘部部長等职。 

## 生平
- 1901年 中秀才
- 1903年 湖北乡试，中举人
- 1904年 放弃会试，赴比利时，继而转入法国海军学校，又入伦敦大学学习铁道工程
- 1905年 参与组织同盟会欧洲支部
- 1911年 协助孙中山在英国开展革命活动
- 1912年 担任孙中山的军事秘书和机要秘书，全国禁烟公所总理，全国同盟会总部干事，湖北同盟会支部长
- 1924年 被孙中山亲自指定为北京代表南下广州参加中国国民党第一次全国代表大会，并当选为第一届国民党中央执行委员。
- 1924年至1925年担任国立武昌大学校长
- 1925年 为孙中山抬灵
- 1929年12月至1930年12月 任国立武汉大学工学院院长
- 1932年  擔任南京特別市市長
- 1939年夏  当选湖北省临时参议会议长，通电声讨汪精卫投日叛国罪行。
- 1943年 重庆公祭，国葬于武汉市九峰山革命烈士陵园

## 评论
- 《中央日报》：“在古人之中，我们爱一位汤斌；在今人之中，我们爱一位石瑛。”
- 从国父最早最久，尽力最多
- 蒋介石祭文：“勋留党国，亮节清风”